# Daniel Johnson (starszy)
Daniel Johnson (Starszy) (ur. 9 kwietnia 1915, zm. 26 września 1968) – kanadyjski polityk, premier prowincji Quebec z ramienia Unii Narodowej.
Johnson urodził się 9 kwietnia 1915 w mieszanej irlandzko-frankofońskiej rodzinie. Ojciec Daniela był robotnikiem. Matka wychowywała dzieci, czterech synów, z których każdy zrobił wielka karierę zawodową. Daniel został politykiem, Reginald znanym lekarzem, kardiologiem, Maurice sędzią, a Jacques profesorem socjologii. Daniel Johnson wychowywany był w środowisku dwujęzycznym, lecz całą edukację odebrał w języku francuskim. Początkowo uczyła go matka. Studiował w Séminaire de Ste-Hyacinthe gdzie uzyskał tytuł licencjata, a następnie na Université de Montreal uzyskawszy tytuł magistra praw. Już w czasie studiów zaangażowany był w działalność młodzieżową będąc członkiem i aktywistą szeregu katolickich i patriotycznych organizacji.
W 1946 po raz pierwszy został wybrany do parlamentu prowincjonalnego z ramienia Unii Narodowej. W 1954 został asystentem parlamentarnym Maurice Duplessisa. Pozostając przez długie lata w cieniu zaczął się wybijać pod koniec rządów Unii w 1958 doczekując się stanowiska ministra zasobów energetycznych. W 1961, po karuzeli zmian na stanowisku lidera partii, objął to przywództwo i poprowadził swoją partię do wyborów w 1962. Nowością kampanii była debata telewizyjna, w której spięty i słabo się prezentujący Johnson wypadł bardzo słabo na tle charyzmatycznego Jeana Lesage. Po przegranych wyborach rozpoczął pracę u podstaw w swej partii. Uruchomił demokratyczne procedury wewnątrzpartyjne. Odwołał się do dołów partyjnych, angażując je w tworzenie programu. Tak dobrze przygotowana partia stanęła do wyborów w 1966 r. Choć w kampanii Johnson starał się być bardzo ogólnikowy, skupił się na atakowaniu Liberalnej Partii Quebecu za błędy ekonomiczne prowadzące do znacznego deficytu budżetowego.
Ku zaskoczeniu wielu, Johnson po zwycięskich wyborach kontynuował cichą rewolucję swego poprzednika. Koniunktura ekonomiczna pomogła zlikwidować problemy budżetowe. Także wiele pieniędzy z budżetu federalnego na obchody stulecia Kanady trafiło do jej kolebki – Quebecu. Międzynarodowa wystawa Expo 67 pomogła w podniesieniu dumy narodowej farankofonów. Zgodnie z ideologia swej partii Johnson powrócił do kwestii narodowej. W 1965 wydał niewielką książkę zatytułowaną Égalité ou Indépendance – równości lub niezależność. Postulował w nim zasadnicze zmiany w systemie federalnym Kanady, tak by dać prowincjom (nie tylko Quebecowi) większą swobodę w wyborze polityki wewnętrznej. Choć Johnson nie używał wprost słowa "separatyzm", to jasno z jego publikacji wynikało, że jeśli Quebec nie osiągnie znacznej autonomii (równouprawnienie, jak to określano) to będzie miał moralne prawo dążyć do suwerenności. Starania Johnsona odniosły pewien skutek. Niespodziewane poparcie ze strony premiera Ontario Johna Robartsa spowodowały rozpoczęcie procesu tworzenia nowej konstytucji Kanady.
Daniel Johnson zmarł 26 września 1968 w czasie sprawowania urzędu. Dwóch jego synów zostało premierami prowincji. Pierre-Marc z ramienia Partii Quebecu i Daniel Liberalnej Partii Quebecu.